# NGC 5190
NGC 5190 في الفهرس العام الجديد، هي مجرة، تقع في كوكبة الهلبة. اكتشفت في 23 مارس 1827 بواسطة جون هيرشل.

## روابط خارجية
- NGC 5190 على موقع ويكي سكاي: DSS2, SDSS, GALEX, IRAS, Hydrogen α, X-Ray, Astrophoto, Sky Map, Articles and images